# PA-324
A  PA-324 é uma rodovia brasileira do estado do Pará. Essa estrada intercepta a BR-316 em seu limite sul, a PA-242 na zona urbana de Nova Timboteua, a PA-428 na altura do km 40, e a PA-124 na altura do km 80.
Está localizada na região nordeste do estado, atendendo aos municípios de Santa Maria do Pará, Nova Timboteua, Santarém Novo e São João de Pirabas. 